# Lord Kinnaird

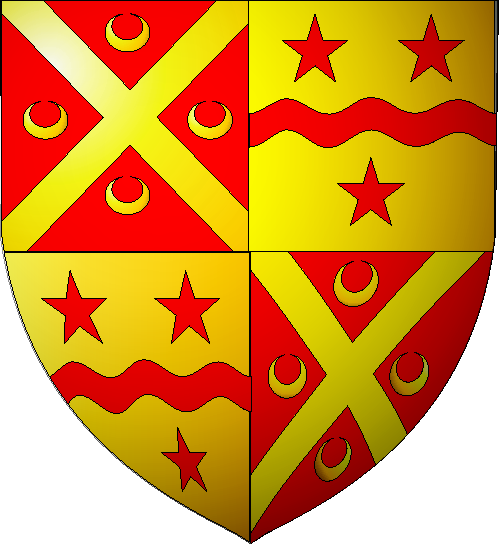
herb baronów Kinnaird of Inchture

Lordowie Kinnaird 1. kreacji (parostwo Szkocji)
- 1682–1689: George Kinnaird, 1. lord Kinnaird
- 1689–1701: Patrick Kinnaird, 2. lord Kinnaird
- 1701–1715: Patrick Kinnaird, 3. lord Kinnaird
- 1715–1727: Patrick Kinnaird, 4. lord Kinnaird
- 1727–1758: Charles Kinnaird, 5. lord Kinnaird
- 1758–1767: Charles Kinnaird, 6. lord Kinnaird
- 1767–1805: George Kinnaird, 7. lord Kinnaird
- 1805–1826: Charles Kinnaird, 8. lord Kinnaird
- 1826–1878: George William Fox Kinnaird, 9. lord Kinnaird
- 1878–1887: Arthur Fitzgerald Kinnaird, 10. lord Kinnaird
- 1887–1923: Arthur Fitzgerald Kinnaird, 11. lord Kinnaird
- 1923–1972: Kenneth Fitzgerald Kinnaird, 12. lord Kinnaird
- 1972–1997: Graham Charles Kinnaird, 13. lord Kinnaird